# Kelvin (rivière)
Pour les articles homonymes, voir Kelvin (homonymie).
La Kelvin est une rivière d'Écosse et un affluent de la Clyde. 

## Géographie
Elle arrose notamment Glasgow avant de se jeter dans la Clyde. Elle a notamment servi pour former le nom de William Thomson, Lord Kelvin, le scientifique à l'origine de l'échelle de température absolue, car elle traversait son université, l'université de Glasgow au niveau de Kelvingrove Park, dans le quartier de Hillhead.
Elle prête son nom à des endroits adjacents à plusieurs endroits le long de son cours (Kelvindale, Kelvingrove Park, Kelvinbridge, Kelvinhaugh et Kelvinside par exemple.